# Dolmen de Santa Magdalena
El Dolmen de Santa Magdalena és un monument megalític del terme municipal de Moià, (Moianès), inclòs a l'Inventari del Patrimoni Arqueològic i Paleontològic de Catalunya.
Es troba a la zona central de la Serra de Santa Magdalena, dins el terme municipal de Moià, a l'extrem sud-oest d'aquest terme.
Dolmen orientat en direcció nord-sud amb una lleugera inclinació cap al sud-est. Consisteix en un dolmen de grans dimensions, de cambra simple, que conserva la llosa frontal i la coberta, que estava desplaçada. Hi manquen les dues lloses laterals i la posterior. El material de l'aixovar que aparegué en el decurs de l'excavació no és massa destacat, tan sols algunes dents d'adult i dues peces de collaret de pecten. La llosa de coberta presenta gravats d'època medieval probablement representant una creu rodejada per tres xiprers a cada banda, imatge que es pot relacionar amb el culte funerari.  El túmul, circular, està molt erosionat.